# HMS Repulse (1868)
Pour les autres navires du même nom, voir HMS Repulse.
Le HMS Repulse était l'un des trois navires (les autres étant le HMS Zealous (1864) et le HMS Royal Alfred (1864)) formant le deuxième groupe de cuirassés à vapeur en bois sélectionnés en 1860 pour être convertis en cuirassés de type navire à batterie centrale. Cela a été fait en réponse à la menace perçue pour la Grande-Bretagne offerte par le grand programme français de l'empereur Napoléon III de construction à toute épreuve.

## Conception et description
Le Board of Admiralty sélectionna sept navires de guerre de second rang en bois à deux ponts actuellement en construction pour les convertir en navires de guerre blindés. Les quatre premiers, qui ont été convertis à toute vitesse, ont été achevés en tant que HMS Royal Oak et les navires de classe Prince Consort, HMS Prince Consort, HMS Caledonia et HMS Ocean.
Les trois derniers ont été intentionnellement retardés jusqu'à ce que l'évaluation puisse être faite des quatre premiers, et à la suite de cette évaluation, le Royal Alfred, le Zealous et le Repulse ont été achevés sur des lignes différentes des navires précédents, et, en fait, les uns des autres.
Repulse a été établi comme un navire de ligne de bataille de second ordre de 90 canons avec deux pontsb; ayant été approuvé pour la conversion en un cuirassé à flancs larges en 1861, les travaux ont été intentionnellement retardés jusqu'à ce que les performances des conversions antérieures de la coque en bois au cuirassé puissent être évaluées. Il a donc mis onze ans entre sa pose et son achèvement, aucun travail n'ayant été entrepris entre 1861 et 1866.
En 1864 , Sir Edward Reed avait été constructeur en chef pendant environ dix-huit mois et était en mesure de stipuler la nature de l'armement et la disposition des armures que Repulse devrait porter lorsque la construction devrait reprendre, ce qui était en 1866. Les canonsanons de 9-inch et 10-inch étaient déjà à flot dans la Royal Navy, et des armes clairement similaires pourraient être portées par des adversaires potentiels. Alors que la ceinture de flottaison était continue de la proue à la poupe, le blindage au-dessus de la batterie ne s'étendait que sur 70 pieds (21 m), la coque à l'avant et à l'arrière de celle-ci étant en bois. Le risque de dommages de combat à ces vastes zones non protégées a été minimisé en l'affectant à la station du Pacifique, où le combat avec une unité de force significative était considéré comme peu probable.
Repulse a toujours été conçu comme un vaisseau amiral à l'étranger. Il avait la réputation d'offrir le meilleur logement de la flotte, avec les quartiers du capitaine sous la poupe, les quartiers de l'amiral sur le pont principal et les cabines des officiers disposées de chaque côté de la poupe, la plupart des officiers pouvant se coucher sous un espace ouvert d'hublot qui, sous les tropiques, améliorait nettement le confort et l'habitabilité.
Il a couvert plus de distance à la voile seule que n'importe quel cuirassé à l'exception du HMS Zealous (1864).

## Historique
Sa conversion commença finalement le 25 octobre 1866. Il fut mis en service en mars 1870 et affecté à Queensferry, où il servit pendant deux ans comme garde. Le 29 août 1871, il s'est échoué de l'Île de Sheppey, dans le Kent. Il a été renfloué et emmené à Sheerness le lendemain. Le Repulse a ensuite été emmené au chantier naval de Chatham Dockyard pour inspection. Il a relevé le HMS Zealous en tant que navire amiral de la flotte du Pacifique et a patrouillé les mers de la Patagonie à la Colombie-Britannique pendant les cinq années suivantes. Il a été relevé par le HMS Shahen (1877); en rentrant, son capitaine a décidé de ne pas traverser le détroit de Magellan à la vapeur - ce qui était la route acceptée - mais de contourner le cap Horn à la voile. Le voyage du Pacifique à Rio de Janeiro lui a pris sept semaines ; ce fut le seul navire blindé britannique à avoir jamais contourné le Horn sous la toile. Il a été en radoub de 1877 à 1880, puis a été garde à Hull jusqu'en 1885, à l'époque où un navire de guerre était stationné dans tous les grands ports britanniques. Il a été mobilisé en tant qu'élément du Royal Navy Evolutionary Squadron 1885 commandé par de l'amiral Geoffrey Phipps Hornby. Le Repulse a ensuite été tenu en réserve jusqu'à sa vente.